# مغامرات عنتر وعبلة (فلم)
مغامرات عنتر وعبلة فيلم مصري من إنتاج عام 1948.

## قصة الفيلم
في ليلة زفاف عنتر وعبلة تعلن مربيتها أنه أخوها بالرضاعة فيهيم عنتر بالصحراء ويجد قبيلة عربية أغار عليها الرومان فيقرر الانتقام لها فتهرع القبائل العربية الأخرى للانضمام إليه.

## بطولة
- كوكا
- سراج منير
- زكي طليمات
- نجمة إبراهيم
- إستفان روستي
- فاخر فاخر
- فريد شوقي
- سيد سليمان
- علي رشدي
- إبراهيم حشمت
- خيرية خيري
- جينا
- عبد الحميد زكي
- محمود نصير
- حسن صالح
- حسين عيسى
- محمد الحلو
- سيد الحلو

## روابط خارجية
- مقالات تستعمل روابط فنية بلا صلة مع ويكي بيانات